# Udvardy Ignác (pedagógus)
Udvardi és básthi Udvardy Ignác (Dad, 1848. október 13. – Zalaegerszeg, 1920. július 2.) zalaegerszegi felső kereskedelmi iskolaigazgató, lapkiadó, Zala vármegye bizottsági tag, a "Zalamegyei Gazdasági Egyesület" tagja, a zalamegyei Országos Tulipánkert Szövetségnek a tagja.. Udvardi és básthi Udvardy Ignác Ödön (1877–1961) festőművész, rajztanár édesapja. Fivére, udvardi és básthi Udvardy Vince (1854–1922) Zalaegerszeg városi képviselő-testületnek a tagja, a zalaegerszegi állami főgimnáziumi tanára, a "Zalamegyei Gazdasági Egyesület" pénztárnoka.

## Családja
A római katolikus nemesi származású udvardi és básthi Udvardy család sarja. Édesapja a veszprémi születésű Udvardy Vince (1819–†?), aki majd árendásként, azaz birtok-haszonbérlőként költözött el Dadra, Komárom megyébe, édesanyja pedig a polgári származású Hoffmann Anna volt. Apai nagyszülei udvardi és básthi Udvardy József (1776-1831), a gróf Esterházy család pápai uradalmi ispánja (spanus dominalis), majd a tatai uradalmi tiszttartója (provisor dominalis), és paari Toronyossy Rozália (1778–1844) asszony voltak. Apai dédszülei udvardi és básthi Udvardy Ferenc (c.1739–1815), a tatai Esterházy család uradalmi pénztárnoka (perceptor dominalis), majd számtartója (rationista dominalis), és vásárhelyi Deáky Terézia (c.1740–1827) asszony voltak. Másik apai dédszülei paari Toronyossy József (c.1745–1828), táblabíró, a tatai Esterházy család uradalmi számvevője (exactor dominalis), és kistapolcsányi Tapolcsányi Magdolna (c.1763–1791) asszony voltak. Az apai nagybátyjai: udvardi és básthi Udvardy Ignác (1810–1874) veszprémi kanonok, valamint udvardi és básthi Udvardy Ferenc (1816–1885), Fehér vármegye másod alszámvevője. Első fokú unokatestvére, Udvardy Ferenc alszámvevő fia, udvardi és básthi Udvardy Ferenc (1846–1888), hites ügyvéd, a királyi magyar természet tudományi és történelmi társulat rendes tagja. Az utóbbi ifjabb Udvardy Ferenc hites ügyvédnek a fia udvardi és básthi Udvardy Miklós (1882–1951), újságíró, miniszteri tanácsos, szolnoki főispáni titkár, a Székely Nemzeti Tanács, az Anti-Bolsevista Comité, a Nemzeti Hadsereg, a Terület Védő Liga, a Nemzeti Szövetség, a Magyar Revíziós Liga főtitkára. Udvardy Ignác fivére udvardi és básthi Udvardy Vince (1854–1922), Zalaegerszeg városi képviselő-testületnek a tagja, a zalaegerszegi állami főgimnáziumi tanára, a "Zalamegyei Gazdasági Egyesület" pénztárnoka.

## Élete
Udvardy Ignác Dadon született és elemi iskoláit ott végezte, de szülei korai halála miatt Udvardy Vince (1854-1922) öccsével együtt Veszprémbe került nagybátyjához, udvardi és básthi Udvardy Ignác (1810-1874) veszprémi kanonokhoz, aki átvette a gyerekek nevelését. Ignác 1860 és 1864 között a kegyes tanítórend veszprémi algimnáziumába járt, és később, 1864 és 1868 között a Szent Benedek-rend győri főgimnáziumában folytatta tanulmányait.
Alap iskolaképzése befejezése után, a pesti egyetemre iratkozott be, ahol mennyiségtant és természettant tanult. Az egyetem elvégzése után a soproni főreáliskolában tanított egy évet, és ezután a nagykanizsai polgári fiúiskolába helyezték. Hamarosan, 1873-ban került Zalaegerszegre, az ekkor induló polgári fiúiskolába igazgatónak, ahol gyökereket vetett és családot alapított. Iskolaigazgatói első éveiben, öccse Udvardy Vince (1854-1922) szintén Zalaegerszegre került, és majd államfőgimnáziumi tanár lett. Udvardy Vince felesége, strauszenbergi Straussz Borbála (1861-1952) asszony, akitől született két fiú- és egy leány gyermeke: udvardi és básthi dr. Udvardy Jenő (1880-1941) ügyvéd, kormány főtanácsos, a zalaegerszegi ügyvédi kamara elnöke, Zalaegerszeg megyei város tiszti főügyésze; udvardi és básthi Udvardy Imre (1882-1908), jogász, szolgabíró, a zalamegyei Függetlenségi és Negyvennyolcas Párt jegyzője, valamint  dr. bozzai Bozzay Jenőné udvardi és básthi Udvardy Rafaella (1887-1987) úrnő, a Nemzetvédelmi Kereszt tulajdonosa.
Elismerésreméltó szerepe van a fejlődés iramában a sajtónak is. 1882-től kezdve, amikor Udvardy Ignác polgári iskolai igazgató megindította és szerkesztette a "Zalamegyé"-t, elégnek mutatkozott a hírszolgálat ellátására és a közélet ellenőrzésére egyetlen, majd két hetilap. (Zalamegyei Hirlap, indult 1899-ben, szerkesztette Csák Károly dr. Utóbb ennek 1902-ben a Zalamegyé-vel való egyesülése után a Borbély György főgimnáziumi tanár által alapított és szerkesztett Magyar Paizs, mely 17 évi fennállás után, 1917-ben szűnt meg).
Udvardy Ignác 1907-ben nyugalomba vonult az akkorra felsőkereskedelmi iskolává alakult intézményből és onnantól továbbra is igen tevékenyen részt vett a város kulturális életének fellendítésében. 1883-ban elindítója, 1902-ig szerkesztője, majd tulajdonosa is volt a Zalamegye c. hetilapnak. Ugyanakkor, tagja volt a város képviselő-testületének, és emellett több egyesületnek elnöke, valamint alapítója. Nyugalomba vonulása után a Zalaegerszegi Takarékpénztár Részvénytársaság elnöki tisztségét töltötte be. 1920-ban halt meg, sírja Zalaegerszegen a Kálvária temetőben található, családjával együtt nyugszik.

## Házassága és leszármazottjai
1874. január 24.-én Nagykanizsán vette feleségül a római katolikus polgári származású Horváth Franciskát (*Nagykanizsa, 1854. február 28.–†Zalaegerszeg, 1925. augusztus 13.), akinek a szülei Horváth Pál (1823–1883) nagykanizsai iskola igazgató, és Faics Terézia (1815–1900) voltak. Horváth Franciska Udvardy Ignácot több gyermekkel áldotta meg; köztük:
- Udvardy Franciska (*Zalaegerszeg, 1874. november 11.–†Zalaegerszeg, 1956. május 1.). Férje, Kászonyi Mihály (*Királyhelmec, 1857. szeptember 3.–†Budapest, 1912. augusztus 22.), zalaegerszegi polgári leányiskolai igazgató.
- Udvardy Margit Paulina (Zalaegerszeg, 1876. január 24.–†?)
- Udvardy Ignác Ödön (*Zalaegerszeg, 1877. május 8.–†Zalaegerszeg, 1961. április 1.) festőművész.[15]
- Udvardy Ilona Etelka Antónia (*Zalaegerszeg, 1880. július 12.–†Győr, 1967. augusztus 8.). Férje, dr. Vida Sándor (*Győr, 1874. október 15.–†?), zalaegerszegi állami főgimnaziumi tanár.[16][17]
- Udvardy Ödön József Kálmán (Zalaegerszeg, 1884. augusztus 16.–Zalaegerszeg, 1886. november 17.)